# Ponerinae (Orchidaceae)
Ponerinae es  una subtribu de orquídeas de la familia (Orchidaceae).  

## Descripción
Consta de plantas cespitosas, cuyos tallos no siempre son pseudobulbos  y presentan varias hojas dísticas e inflorescencias laterales con flores que tienen el labelo libre, simplemente se cuelgan al pie de la columna. Contiene cuatro géneros.

## Géneros
- Helleriella A.D.Hawkes
- Isochilus R. Brown
- Nemaconia Knowles y Westc.
- Ponera Lindley